# Kimberley Collins
Pour les articles homonymes, voir Kim Collins (homonymie) et Collins.
Kimberley Jay Collins, dit Kim Collins, né le 7 janvier 1962 à Qualicum Beach en Colombie-Britannique (Canada) et mort le 30 octobre 2024 à Deggendorf en Allemagne, est un joueur professionnel de hockey sur glace possédant la double nationalité canadienne et allemande. Il devient ensuite entraîneur.

## Biographie
Né le 7 janvier 1962 à Qualicum Beach en Colombie-Britannique (Canada, Collins joue pour les Falcons de Bowling Green (NCAA), les Bucks de Pinebridge (ACHL), les Komets de Fort Wayne (LIH), l'ESC Kempten (Allemagne), l'EHC Klostersee (Allemagne), le TEV Miesbach(Allemagne) et le Augsburger Panther (Allemagne).
Il entraîne ensuite le Deggendorf EC (Allemagne), le Augsburger Panther (Allemagne), le Schwenningen Wild Wings (Allemagne), le HC Sierre (LNB), le HC Bienne (LNB), le EHC Linz (Autriche) et le HC Viège (LNB).
Il meurt le 30 octobre 2024 à Deggendorf en Allemagne,.

## Palmarès comme entraineur
- Champion de LNB en 2006 et 2007 avec le HC Bienne et en 2014 avec le HC Viège